# Niemierzyn (Szczecin)
Niemierzyn (do 1945 niem. Nemitz) – część miasta Szczecina na osiedlu Arkońskie-Niemierzyn. Oryginalna, potem zniemczona, nazwa brzmiąca jak Niemcza lub Niemica (por. wieś Niemica w pow. sławieńskim lub kamieńskim) pochodzi od zamieszkującej te tereny ludności niemieckiej w czasach, gdy w okolicach zamieszkiwali głównie Słowianie. Obecna polska nazwa została nadana przez pierwszego prezydenta Szczecina, Piotra Zarembę. Osiedle zostało przyłączone do Szczecina w 1900 r. Granicami osiedla są rzeczki Arkonka, Osówka, Warszewiec. Fragment wyznacza także ul. Zakole i tory linii kolejowej Szczecin-Trzebież. 
W skład osiedla wchodzi także osiedle Tatrzańskie. Większość zabudowań osiedla Niemierzym pochodzi sprzed I wojny światowej. Przy ul. Arkońskiej 4 znajduje się kompleks budynków Wojewódzkiego Szpitala Zespolonego. Północno-zachodnią część Niemierzyna zajmują lasy Puszczy Wkrzańskiej stanowiące w granicach miasta Park Leśny Arkoński (niem. Eckerberger Wald). Najwyższym wzniesieniem jest Wzgórze Arkony (część Wzgórz Warszewskich) o wysokości 71 m n.p.m., na którym wzniesiona była widokowa Wieża Quistorpa, zniszczona w czasie walk o miasto w 1945 r. Pozostałą, północno-wschodnią część Niemierzyna zajmuje duży kompleks ogrodów działkowych „Skarbówek”. Komunikację z innymi osiedlami zapewniają: linia tramwajowa nr 3 oraz autobusowa nr 80.
Przez osiedle prowadzi  czerwony pieszy Szlak „Ścieżkami Dzików”.